# Betta breviobesus
Betta breviobesus is een straalvinnige vissensoort uit de familie van de echte goerami's (Osphronemidae). De wetenschappelijke naam van de soort is voor het eerst geldig gepubliceerd in 1998 door Tan & Kottelat.